# Frantz Gilles
Frantz Gilles (né le 1er novembre 1977) est un footballeur haïtien qui évolue à la position de défenseur pour le Cavaly AS, en Haïti.

## Carrière en club
Gilles a joué la quasi-totalité de sa carrière pour le Cavaly AS.

## Carrière internationale
Régulier de l'équipe d'Haïti de football depuis 10 ans, Gilles a fait ses débuts avec l'équipe nationale en juin 1999, lors d'un match amical contre l'Équipe de Trinité-et-Tobago de football. Il a participé aux Gold Cup de 2002 et 2007 et a joué lors de 13 matchs éliminatoires de la Coupe du monde de la FIFA en 2002 et 2004.

## Palmarès
- Caribbean Nations Cup (1) : 2007